# تپه کانی گه وره
تپه کانی گه وره مربوط به مس و سنگ است و در شهرستان قروه، بخش ئیلاق، دهستان ییلاق جنوبی، روستای مبارک‌آباد کلکه واقع شده و این اثر در تاریخ ۱۴ اسفند ۱۳۸۵ با شمارهٔ ثبت ۱۷۷۷۸ به‌عنوان یکی از آثار ملی ایران به ثبت رسیده است.